# 安邦都司
安邦都司，是越南后黎朝初期在安邦地区（广宁省）设置的地方最高军政机构，隶属东军都督府。

## 建置沿革
安邦都司全称“安邦等处镇守都总兵使司”。黎太祖顺天元年（1428），设安邦镇，隶属于东道。黎圣宗洪德二年（1471），改为安邦都司，隶属于东军都督府。

## 机构
安邦都司与安邦承司（赞治承政使司）、安邦宪司（清刑宪察使司）莅所在海阳荆门县莱芜社。安邦都司下辖卫一处、辖六所，守御经略使所九处，巡检使司二十四处。
都司长官三员：
总兵使，一员，又作都指挥使，秩正三品；
总兵同知，一员，又作都指挥使同知，秩从三品；
总兵给事，一员，又作都指挥佥事，秩正四品。

### 安邦卫
安邦卫，黎制卫五所，所二十队，队二十人。安邦卫官员四人：总知，一员，又作总知指挥使，秩从三品；同总知，一员，指挥同知，秩从四品；佥总知，一员，都总兵知佥总知，秩从四品；典簿，一员。
卫辖六所：
- 镇海中所
- 镇远前所
- 靖海左所
- 雄远右所
- 绥远后所
- 铳弩别所

每所官员三人，控领、武尉、副武尉。副武尉，秩正七品。

### 守御经略所
守御经略使所相当于明朝的守御千户所，长官为守御经略使，共九处：
1. 金勒守御经略所
2. 万宁守御经略所
3. 澌凛守御经略所[1]
4. 池清守御经略所
5. 永安守御经略所
6. 平浪守御经略所
7. 安贫守御经略所
8. 榔溪守御经略所[2]
9. 溪峝守御经略所[3]

### 巡检司
巡检使司相当于明朝的巡检司，共计二十四处：
1. 唐豪海门[4]
2. 勾合关
3. 䌰海门
4. 安西镇
5. 幽海门
6. 立榜关[5]
7. 脱海门
8. 坡山关
9. 潼关
10. 娄立关
11. 马兵关
12. 石床关
13. 耶关
14. 虑溪关
15. 绥来关
16. 蓼关
17. 溪浪关
18. 那山关
19. 溪愈关
20. 博望关
21. 那农关
22. 玉山镇[6]
23. 白鳞尾镇
24. 沙渤关